# 多瑙河畔圣尼古拉
多瑙河畔圣尼古拉是奥地利上奥地利州佩尔格县的一个市镇。总面积13.2平方公里，总人口847人，人口密度64.2人/平方公里（2005年）。